# Miquel Oltra i Hernàndez
Miquel Oltra i Hernàndez (Benifairó de la Valldigna,(la Safor) 1911 - València, 1982) fou un franciscà valencià ultraconservador, defensor del nacionalcatolicisme espanyol.
Estudià al seminari franciscà de Benissa. Fou novici en el convent de Sant Esperit de Gilet. El 1933, atesa la situació política espanyola, es traslladà amb altres franciscans a Alemanya, i conclogué a Münster els seus estudis teològics, essent ordenat sacerdot el 1935. Després es doctorà en teologia a la Universitat Catòlica de Múnic. Durant la Guerra Civil espanyola, serví com a capellà; el 1937 fou enviat al camp de presoners de San Pedro de Cardeña on, a més d'ocupar-se de la «salut espiritual» dels presoners, hi feia proselitisme, tot intentant convèncer-los dels beneficis que els aportaria el franquisme. Pel seu coneixement de la llengua alemanya fou intèrpret de Legió Còndor, i estava al corrent de les accions de guerra que els alemanys duien a terme.
Després de la Guerra Civil, tornà a Alemanya, per a completar els seus estudis. A la seua tornada a Espanya fou predicador i docent. El 1947 fou traslladat a San Francisco el Grande a Madrid. Va ser membre d'una comissió per estudiar el projecte de creació, en l'entorn de San Francisco el Grande, d'una facultat de Teologia i Missions i a el se li va encarregar, el 1953, anar a Roma per obtenir l'aprovació de la Santa Seu.
Després de la II Guerra Mundial organitzà des d'Espanya distintes campanyes de recollida de roba i aliments per a la població alemanya. Posteriorment, realitzà treball social en el poblat d'Orcasitas. Així mateix, intercedí per a aconseguir el retorn a Espanya dels supervivents de la Divisió Blava, que romangueren presoners a l'URSS. El 1961 fou nomenat vicari provincial de València i director del col·legi de Carcaixent. En els anys 1960 instituí la Hermandad Universitaria i el 1966 la Hermandad Sacerdotal Española.
Fou redactor durant més de vint anys de la revista Verdad y Vida, que s'editava a San Francisco el Grande, i també fou col·laborador de les revistes El Cruzado Español, Dios lo quiere i Fuerza Nueva.
Miquel Oltra i Hernández morí a Madrid el 31 d'octubre de 1982, després de cinquanta-quatre anys de vida religiosa.
Té un carrer dedicat a Madrid.